# Tweespletenexperiment
Het tweespletenexperiment is een natuurkundig experiment waarmee wordt aangetoond dat licht of materie zich soms als een deeltje en soms als een golf gedraagt.
In de standaardversie van het experiment wordt met een coherente lichtbundel, bijvoorbeeld een laser, op een plaat met daarin twee smalle spleten geschenen. Ten gevolge hiervan wordt op een achter de spleten gelegen scherm een interferentiepatroon van lichte en donkere plekken zichtbaar dat verklaard kan worden als men het licht beschouwt als een golf dat diffractie ondervindt bij de spleten. Als men het experiment echter uitvoert bij een zeer lage lichtintensiteit dan wordt duidelijk dat het licht als afzonderlijke punten op het scherm arriveert. Dit kan men verklaren door het licht te beschouwen als deeltjes (fotonen) die een voor een op het scherm arriveren. Het interferentiepatroon wordt pas na verloop van tijd zichtbaar doordat de fotonen het scherm niet overal even vaak treffen.
Het bijzondere aan het experiment is dat dat interferentiepatroon nog steeds zichtbaar wordt als men de intensiteit van de bundel dusdanig verlaagt dat de fotonen een voor een door de spleten gaan en er dus geen ander foton aanwezig is waarmee het foton zou kunnen interfereren. Het lijkt dus alsof 1 foton door beide spleten tegelijk gaat en met zichzelf interfereert. Wanneer men echter een detector plaatst bij de spleten om te kijken door welke spleet het foton gaat, blijkt dat het foton altijd maar door een enkele spleet gaat en niet door twee tegelijkertijd. Het plaatsen van een detector bij de spleten heeft echter ook tot gevolg dat er geen interferentiepatroon meer ontstaat op het erachter gelegen scherm.
Het experiment kan ook uitgevoerd worden met elektronen, atomen of met een microscoop zichtbare deeltjes als buckyballen in plaats van licht, waarbij eenzelfde interferentiepatroon ontstaat.

## Geschiedenis
Alhoewel het tweespletenexperiment heden ten dage vooral genoemd wordt in verband met de kwantummechanica, is de oorspronkelijke versie van het experiment afkomstig van de Engelse wetenschapper Thomas Young. Met het interferentie-experiment van Young trachtte hij rond 1805 de vraag op te lossen of licht uit deeltjes bestond of uit golven die door een of andere ether reizen, net als geluidsgolven door de lucht.
De interferentiepatronen die tijdens het experiment werden geobserveerd wanneer licht door twee spleten werd geleid, leken de deeltjestheorie tegen te spreken, en de golftheorie van licht bleef de enige geaccepteerde theorie tot aan het begin van de 20e eeuw, toen het bewijs zich begon op te hopen waaruit zou blijken dat licht zich soms als deeltje en soms als golf gedraagt.
Het tweespletenexperiment, en variaties hierop, werden toen een bekend gedachte-experiment vanwege zijn helderheid in het weergeven van de centrale vraagstukken binnen de kwantummechanica, hoewel het experiment nog niet met deeltjes (anders dan fotonen) was uitgevoerd tot 1961, toen Claus Jönsson van de Universiteit van Tübingen het experiment met elektronen uitvoerde. In 1974 voerden onderzoekers onder leiding van Pier Giorgo Merli aan de Universiteit van Milaan het experiment uit door de elektronen een voor een uit te zenden.
De resultaten van het experiment uit 1974 werden gepubliceerd, maar kregen geen brede aandacht. In 1989 werd het experiment herhaald door Tonomura en anderen bij Hitachi in Japan met verbeterde apparatuur. Tevens was hun methode nauwkeuriger en eleganter en waren hun resultaten in overeenstemming met die van Merli's groep. Alhoewel Tonomura claimde dat het Italiaanse experiment de elektronen niet een voor een had gedetecteerd, een sleutel tot het tonen van de golfdeeltjesparadox, is de detectie van enkele elektronen op de foto's die door de Italiaanse groep zijn gemaakt wel mogelijk.
In september 2002 werd het tweespletenexperiment van Claus Jönsson benoemd tot het mooiste experiment door de lezers van Physics World.

## Interferentie-experiment van Young

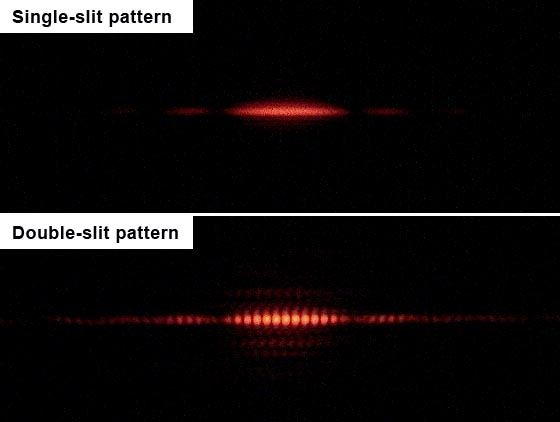
Dezelfde tweespleten-opstelling (0.7mm tussen de spleten). In de bovenste afbeelding is 1 spleet afgesloten. Merk op dat het diffractiepatroon (de donkere plekken aan beide kanten van het midden) ook met twee spleten optreden, maar met een dubbele intensiteit en met de toevoeging van veel kleinere interferentieplekken.

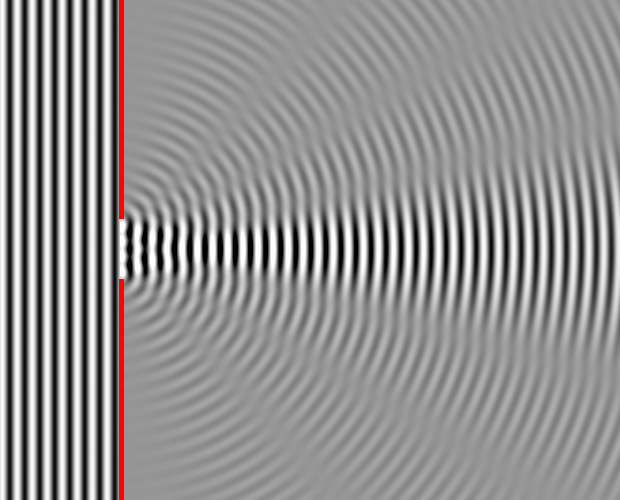
Diffractie met een enkele spleet

Diffractie en interferentie met een dubbele spleet

Bij het oorspronkelijke experiment van Young gaat licht eerst door een enkele dunne verticale spleet en dan door twee spleten, en wordt het vervolgens afgebeeld op een achterliggend scherm. Als een van beide spleten wordt afgedekt, zodat er alleen licht door de andere spleet kan, wordt er op het achterliggende scherm een diffractiepatroon zichtbaar waarbij het licht uitgespreid is. Hierbij geldt dat hoe smaller de spleet is, des te groter wordt de uitspreiding van het licht.
Dit resultaat is anders dan wat men zou verwachten als licht uit deeltjes zou bestaan. In dat geval zou de mate van uitspreiding namelijk afnemen als men de spleet smaller zou maken. Als men echter veronderstelt dat licht uit golven bestaat, kan het effect eenvoudig verklaard worden. Eenzelfde soort effect treedt ook op als men bijvoorbeeld watergolven door een smalle opening laat gaan.
Als beide spleten geopend worden, zodat het licht door beide spleten kan gaan, is niet een som van twee afzonderlijke pieken te zien, zoals men zou verwachten als licht uit deeltjes zou bestaan. In plaats daarvan wordt een patroon van lichte en donkere plekken geobserveerd, een zogenaamd interferentiepatroon.
Dit patroon kan het beste uitgelegd worden als de interferentie van twee lichtgolven als zij samenkomen nadat zij door de spleten zijn gegaan. Net zoals golven in het water kunnen combineren tot pieken of dalen of elkaar juist kunnen uitdoven. Op de heldere plaatsen is sprake van constructieve interferentie, omdat hier de twee pieken van twee lichtgolven combineren tot een hogere piek. Op de donkere plaatsen is sprake van destructieve interferentie omdat hier een dal van de ene golf combineert met een piek van een andere golf, waardoor de piek wordt uitgedoofd.

### Voorwaarde voor interferentie
Oorspronkelijk gebruikte Young zonlicht om zijn experiment uit te voeren, maar om het experiment wat gemakkelijker uit te voeren wordt tegenwoordig gebruikgemaakt van laserlicht, in plaats van zonlicht.
Constructieve interferentie vindt immers plaats als:
{\displaystyle {n}{\lambda }={\frac {xd}{L}}\,}
waarbij:
λ de golflengte is van het licht;
d de afstand tussen de twee spleten is;
n de orde is van de geobserveerde maxima (het centrale maximum heeft n=0);
x de afstand tussen een maximum en het centrale maximum is;
L de afstand van de spleten tot het scherm is.
Een noodzakelijke voorwaarde voor het verkrijgen van interferentie bij het interferentie-experiment van Young is het verschil in weglengte tussen de twee paden die het licht kan nemen om een gebied van constructieve interferentie op het scherm te bereiken. Hiervoor is het gebruik van coherente golven noodzakelijk. Het verschil in weglengte moet gelijk zijn aan de golflengte van het licht of een veelvoud hiervan. Als een bundel zonlicht binnen wordt gelaten en direct op de dubbele spleet valt, degradeert het feit dat de zon geen puntbron is het interferentiepatroon. Het licht van een bron die geen puntbron is, gedraagt zich namelijk als licht dat komt van veel puntbronnen naast elkaar. Elke puntbron kan een eigen interferentiepatroon creëren, maar de interferentiepatronen van vele naast elkaar liggende puntbronnen vallen niet samen op het scherm, zodat ze elkaar uitmiddelen en er geen interferentie op het scherm te zien is. Als dus de zon gebruikt wordt als lichtbron in plaats van een laser is dus een extra eerste spleet nodig om te verzekeren dat al het licht dat de twee spleten krijgen afkomstig is vanuit een enkele puntbron. De weglengte van de ene spleet tot de andere spleet is net zo belangrijk voor het verkrijgen van een interferentiepatroon als de weglengte van de twee spleten tot het scherm.
Over het algemeen zijn de interferentiepatronen duidelijk als monochromatisch en coherent licht wordt gebruikt. Laserlicht is het meest monochromatisch licht dat er bestaat en daarom produceert laserlicht een bijzonder duidelijk interferentiepatroon.

## Resultaten van het tweespletenexperiment

Opbouw van het interferentiepatroon in de tijd bij het tweespletenexperiment uitgevoerd met elektronen

Het interferentie-experiment van Young lijkt te veronderstellen dat licht niet uit deeltjes, maar uit golven bestaat. Men kan echter exact hetzelfde experiment ook met elektronen in plaats van met licht uitvoeren. Als men elektronen door twee smalle spleten laat gaan en daarachter een scherm plaatst dat de elektronen detecteert, ontstaat op het achterliggende scherm eenzelfde soort interferentiepatroon als dat wat wordt waargenomen wanneer men het experiment met licht uitvoert.
Door het experiment met elektronen uit te voeren, kan men ook waarnemen wat er gebeurt als de intensiteit van de elektronenbundel die door de spleten gaat dusdanig wordt verlaagd dat de elektronen een voor een de spleten passeren. In dat geval arriveren de elektronen een voor een op het achterliggende scherm. Er is dan dus nog geen interferentiepatroon te zien, maar slechts de positie waar het elektron op het scherm is gearriveerd. Het volgende elektron dat door de spleten gaat, hoeft het scherm echter niet op exact dezelfde plaats te treffen, maar kan ook ergens anders op het scherm arriveren. Wanneer dit nu herhaald wordt voor een heleboel elektronen achter elkaar, blijkt uit de posities waarop de elektronen aangekomen zijn een patroon te ontstaan. Dit patroon bestaat niet slechts uit twee vlekken, zoals men zou verwachten voor deeltjes die men een voor een door spleten laat gaan, maar blijkt er uit te zien als het interferentiepatroon dat ook ontstaat als men meerdere elektronen tegelijkertijd door de spleten laat gaan of als men, zoals Young deed, een lichtbundel door de spleten laat gaan.
Nog opmerkelijker is dat het interferentiepatroon na verloop van tijd ook ontstaat als men de intensiteit van de elektronenbundel dusdanig verlaagt dat het volgende elektron pas uitgezonden wordt als het voorgaande elektron al lang op het scherm is gearriveerd. Dus ondanks dat er telkens maar een elektron in het experiment aanwezig is, zodat er geen twee elektronen zijn die met elkaar kunnen interfereren, vormen de posities van alle elektronen samen toch een interferentiepatroon.
Omdat bovenstaand experiment doet vermoeden dat het interferentiepatroon ontstaat doordat een elektron interferentie met zichzelf ondergaat, is de volgende stap in het experiment om na te gaan door welke van de twee spleten het elektron eigenlijk gaat. Gaat het elektron wel door een van de twee spleten of splitst het zich op een of andere manier, waarbij de ene helft van het elektron door de ene spleet gaat en het andere helft door de andere spleet, zodat de twee helften met elkaar kunnen interfereren?
Men herhaalt dus het experiment, maar plaatst nu bij de spleten een detector die moet waarnemen door welke van de spleten het elektron gaat. Als men dit doet, blijkt dat het elektron altijd maar bij een van de twee spleten wordt waargenomen. Het elektron gaat ofwel door spleet 1 ofwel door spleet 2, maar nooit door beide spleten tegelijk.
Er blijkt echter nog iets eigenaardigs op te treden. Het meten door welke van de twee spleten het elektron gaat, blijkt ook van invloed te zijn op de uitkomst van het experiment zelf. De verzameling van posities op het scherm waar de elektronen arriveren, blijkt nu namelijk geen interferentiepatroon meer te vormen. In plaats daarvan ontstaan er op het scherm twee vlekken, zoals men zou verwachten als men deeltjes door twee spleten laat gaan. De golfverschijnselen die men eerder waarnam zijn nu geheel verdwenen. Op plaatsen op het scherm waar voorheen nooit een elektron aankwam, blijken nu opeens wel elektronen te kunnen komen.
Het tweespletenexperiment blijkt dus twee verschillende resultaten te geven afhankelijk van hoe het experiment uitgevoerd wordt. Als men fotonen, elektronen of zelfs atomen of buckyballen door twee spleten laat gaan en slechts kijkt op het scherm naar het patroon dat na verloop van tijd ontstaat, dan ziet men een interferentiepatroon. Maar als men gaat detecteren door welke van de twee spleten de fotonen, elektronen of atomen gaan, dan blijken deze altijd maar door een van de twee spleten te gaan en verdwijnt het interferentiepatroon.

## Kopenhaagse interpretatie van het tweespletenexperiment
De meest gangbare interpretatie om kwantumfysische verschijnselen in het algemeen, en die resultaten van het tweespletenexperiment in het bijzonder, te kunnen verklaren is de Kopenhaagse interpretatie. De onderstaande verklaring van het tweespletenexperiment is op deze interpretatie gebaseerd.
De interferentie die optreedt bij het tweespletenexperiment kan begrepen worden door de elektronen (of fotonen of andere deeltjes) te beschrijven met een zogenaamde waarschijnlijkheidsfunctie. Deze waarschijnlijkheidsfunctie, die wiskundig gezien een golfbeweging beschrijft, is een maat voor de kans om een deeltje op een bepaald moment op een bepaalde plaats aan te treffen. Deze golffunctie geeft dus niet weer waar het deeltje zich momenteel bevindt of waar het deeltje zich op een later tijdstip zal bevinden, maar geeft slechts de kans dat het deeltje, wanneer men een meting uitvoert, op een bepaalde plaats aangetroffen wordt. Doordat deze waarschijnlijkheidsfunctie kan veranderen in de tijd en verschillende waardes kan aannemen voor verschillende plaatsen in de ruimte, kan men het veranderen van de waarschijnlijkheidsfunctie opvatten als een waarschijnlijkheidsgolf die zich voortbeweegt door de ruimte.
De waarschijnlijkheidsgolf kan, net als iedere andere golf, ook diffractie en interferentie ondergaan. Dus wanneer bij het tweespletenexperiment de waarschijnlijkheidsgolf door de twee spleten gaat, zal de golf door de ene spleet interfereren met de golf door de andere spleet. Hierdoor ontstaat er op bepaalde plaatsen achter de twee spleten destructieve interferentie, waarbij de waarschijnlijkheidsgolf uitgedoofd wordt, en op andere plaatsen ontstaat constructieve interferentie, waarbij de waarschijnlijkheidsgolf maximaal wordt.
De detectie van een elektron (of foton of ander deeltje) op het scherm achter de twee spleten kan gezien worden als een meting van de positie van het elektron. Volgens de Kopenhaagse interpretatie van de kwantummechanica gaat de meting van een deeltje vergezeld met de ineenstorting van de golffunctie die dat deeltje beschrijft. Voordat het elektron op het scherm werd gedetecteerd, was diens positie nog onbepaald. Het enige dat vast lag, was de grootte van de kans om het elektron op een bepaalde plaats aan te treffen. Door de detectie van het elektron op een bepaalde plaats op het scherm, wordt de golffunctie van het elektron gelokaliseerd. Het elektron is dan met 100% zekerheid aangekomen op de plaats waar het elektron is waargenomen en voor de andere posities geldt dat het elektron daar met 100% zekerheid niet aangekomen is.
Van belang is het hierbij om in ogenschouw te nemen dat de meting van een elektron op het scherm ons niets vertelt over de manier waarop het elektron op het scherm terechtgekomen is. Deze weg is en blijft onbepaald, omdat deze niet gemeten is en dus is het ook onbepaald door welke spleet het elektron is gegaan.
Wanneer we nu een detector plaatsen bij de spleten om te bepalen door welke spleet het elektron gaat, veranderen we een essentieel onderdeel van het experiment. De eerste meting van het elektron vindt dan namelijk niet meer plaats bij het scherm achter de spleten, maar bij de spleten zelf. En ook deze meting zorgt voor een ineenstorting van de golffunctie.

## De golf
Het experiment laat enkele eigenschappen van de golf zien.
Bij de standaardmeting treffen evenwijdige lichtgolven een lichtdetector (1). Deze wordt egaal verlicht. Met een scherm met een enkele spleet (2) verstrooit het licht door diffractie en is een brede golf zichtbaar. Met een tweede spleet (3) wordt een interferentiegolf zichtbaar, die veroorzaakt wordt door de verschillende weglengtes die de golven uit de twee spleten afleggen. Bij A zijn de weglengtes gelijk, lopen de golven gelijk en tellen bij elkaar op tot een dubbele top. Bij B legt het licht van spleet 1 een langere weg af en wordt tegengesteld aan het licht van spleet 2, waardoor ze elkaar uitdoven.
Het experiment wordt nu in gedachte herhaald met één foton. Zonder scherm (1a) wordt dit foton bijvoorbeeld bij B zichtbaar. Met één spleet (2a) kan het foton nog steeds bij B gedetecteerd worden. Met twee spleten (3a) blijkt uit (3) dat het foton nooit bij B gemeten kan worden.
Uit de meetresultaten vallen de volgende eigenschappen van de golf af te leiden:
- Uit het interferentiepatroon van (3) blijkt dat de golf een sinus is.
- Maak spleet 1 kleiner. Op de detector zal een mengvorm verschijnen van (2) en (3). Bij (3a) kan het foton weer bij B geabsorbeerd worden, maar nog wel met een kleinere kans dan bij A. De energie van het foton blijft hetzelfde. Conclusie 1: de hoeveelheid golf die door de spleten wordt doorgelaten bepaalt de kans waar het foton wordt gedetecteerd. Conclusie 2: de energie is onafhankelijk van de hoeveelheid doorgelaten golf. Er zit dus geen energie in het ruimtelijke volume van de golf.

- In (3a) doven de golven uit beide spleten elkaar in B helemaal uit en zijn dus bij beide spleten even groot. Conclusie: de amplitude van de golf is op diverse afstanden even groot.
- Als in (3a) de golf door spleet 2 bij B komt dan dooft het uit door een deel van diezelfde golf die al eerder door spleet 1 ging (die heeft door de langere weg meer tijd nodig om bij B te komen). En andersom: de golf uit spleet 1 dooft helemaal uit door de golf die pas later door spleet 2 gaat. Conclusie: de golf heeft in de tijd dezelfde amplitude. Beide conclusies extreem doorgetrokken: de golf is aanwezig in het hele universum met dezelfde amplitude, als hieronder.

## Padintegraalformulering
Dit is gelijk aan de padintegraal-formulering van de kwantummechanica, zoals hij door Richard Feynman is geleverd (alhoewel Feynman onderstreept dat dit een zuiver mathematische beschrijving is en geen poging om een reëel proces te beschrijven dat we niet kunnen zien), waarin een deeltje zoals een foton iedere mogelijke weg neemt door de ruimtetijd om van punt A naar punt B te gaan. In het tweespletenexperiment is punt A de stralingsbron en is punt B het scherm waarop de interferentie verschijnt, en neemt een deeltje elke mogelijke route (door beide spleten tegelijkertijd) om van A naar B te gaan. Als een detector bij een van de spleten wordt geplaatst, verandert de situatie en hebben we nu een ander punt B. Punt B is nu de detector en er gaat een nieuw pad vanuit de detector naar het scherm. In dit geval is er geen sprake van een dubbele spleet op de weg en verschijnt er zodoende geen interferentiepatroon.